# رحیم قانونی
رحیم قانونی (زادهٔ ۱۲۵۴ در شیراز – درگذشتهٔ ۱۳۲۴ در شیراز) نخستین نوازندهٔ ایرانیِ ساز قانون در عصر معاصر بود.

## زندگی هنری
رحیم قانونی در سال ۱۲۵۴ در خانواده‌ای کلیمی در شیراز متولد شد. در ۱۵ سالگی به همراه پدرش «ابراهیم» به مدت ۸ سال، به بیروت، شام و مصر سفر کرد. او ساز قانون، که از سازهای اصیل ایرانی بود و سال‌ها در ایران به‌دست فراموشی سپرده شده بود را نخستین بار در شام دید و به سبب علاقهٔ پدرش به موسیقی، نواختن این ساز را فراگرفت. با این‌که استادش به وی موسیقی عربی می‌آموخت اما او پس از آشنایی با نواختنِ قانون، نوازندگیِ نغمه‌های ایرانی را آغاز کرد. پس از بازگشت از سفر، ساز قانون را نیز با خود به ایران آورد و نه تنها در شیراز بلکه در تهران نیز به شهرت رسید. ساز قانون در حدود سال ۱۲۷۲ برای نخستین بار در دوران معاصر، توسط رحیم قانونی وارد ایران شد. وی چندین بار در رادیو تهران به نوازندگی پرداخت. او همچنین با نواختن ساز تار نیز آشنا بود. او شاگردانی را پرورش داد که از میان آنان فرزندش «جلال قانونی» شهرت بیشتری یافت.

## درگذشت
رحیم قانونی در سال ۱۳۲۴ در سن ۶۰ سالگی، در شیراز درگذشت.